# Клименко, Иван Исаевич

И. И. Клименко — начальник особого отдела Балтийского флота, 1953 год.

Иван Исаевич Клименко (1914, село Старо-Шумное, Тургайская область — 1998, Одесса) — военный деятель, Почётный чекист, в органах военной контрразведки СССР проработал с 1938 по 1970 годы. В отставке — полковник.

## Биография
На фронте Великой Отечественной войны — с первых до последних дней (начал младшим лейтенантом госбезопасности), в начале войны пять раз выходил из окружений, руководя вооруженными подразделениями советских войск.
Во время битвы за Берлин — начальник отдела контрразведки «Смерш» 79-го корпуса 1-го Белорусского фронта, водрузившего Знамя Победы над Рейхстагом. Руководил в имперской канцелярии и бункере фюрера поиском трупов Гитлера и Геббельса. Лично допрашивал после задержания генерала РОА Власова.
На Восточном фронте войны с Японией возглавлял отдел управления «Смерш» Забайкальского фронта, занимался розыском находившихся на службе у японцев Власьевского, Бакшеева, Родзаевского, Люшкова, вёл допрос атамана Семёнова.
После войны служил на Дальнем Востоке, в Китае и Корее (1945—1949), руководил особыми отделами Балтийского флота (1949—1956), Прикарпатского (1956—1965) и Одесского (1965—1970) военных округов.
Руководил обеспечением безопасности советской делегации в составе Хрущёва, Булганина, Курчатова и других во время визита 1956 году в Великобританию на кораблях Балтийского флота. Тогда при попытке собрать разведданные о советских военных кораблях во время их стоянки в Портсмутском порту погиб знаменитый британский разведчик-водолаз Крэбб. Через год И. И. Клименко обеспечивал безопасность визита советской правительственной делегации на кораблях в Данию.
С 1970 года и до дня своей смерти в 1998 году — директор одесского завода «Пожарная техника».

## Избранные публикации
И. И. Клименко является автором книг:
- Тайна бункера Гитлера. — М.:Крафт +, 2007.[3][4]
- Как был найден труп Гитлера // Фронт без линии фронта : Сб. — М.: Московский рабочий, 1970.
- Кодовое название «Явка» // В битвах за Советскую Украину : Сб. — Киев: Изд-во политической литературы Украины, 1979.
- «… А главное-верность» : Сб. — Одесса: Маяк, 1987.

## Награды
- Награждён орденами и медалями СССР.
- Также награждён иностранными наградами.